# Daidžiró Kato
Daidžiró Kato (japonsky 加藤 大治郎; 4. červenec 1976 Saitama – 20. duben 2003 Jokkaiči (Mie)) byl japonský motocyklový závodník, mistr světa z roku 2001 (250 cm³), který zahynul na následky zranění při Velké Ceně Japonska silničních motocyklů 2003.

## Život
Daidžiró Kato se narodil ve městě Saitama a již v raném věku začal závodit na miniaturních motorkách a poté přešel na pocket-bike championship. Závodnickou kariéru začal v roce 1992. Svůj první závod jel v roce 1996 jako jezdec divoké karty. Debutoval na okruhu Suzuka. V roce 2000 začal jezdit pro tým Honda. Byl ženatý s manželkou Makiko, se kterou měl dvě děti - syna Rinka a dceru Ikko.
Daidžiró Kato zemřel při Grand Prix Japonska silničních motocyklů 2003. Ve velké rychlosti narazil do zdi, protože ztratil kontrolu nad svou motorkou. Při nárazu utrpěl mnohačetná zranění a dne 20. dubna 2003 těmto zraněním v Jokkaiči (Mie) podlehl.